# Яманідзе Шота Давидович
Шота Давидович Яманідзе (15 березня 1937, Тбілісі, СРСР — 15 жовтня 1971, там же) — радянський футболіст, нападник. Заслужений майстер спорту СРСР (1969).
Чемпіон СРСР 1964. Тричі входив у списки кращих футболістів сезону. Один з лідерів тбіліського «Динамо» першої половини 1960-х років. Вирізнявся хорошим дриблінгом, технікою, організаторськими здібностями, винахідливістю у грі. Зіграв 1 матч за олімпійську збірну СРСР.

## Біографія
Шота Яманідзе народився і виріс в Тбілісі, в невеликому дворі по вулиці Варціхській (Чугуретський район) він робив перші кроки у футболі. Серед однолітків він помітно виділявся своїм технічним арсеналом, виробленим щоденною грою із сусідськими хлопчаками. Футбол з дитинства притягував його і він вирішив вступити до спеціалізовану 35-ту футбольну школу. Батьки були не в захваті від вибору сина, але його завзятість зрештою взяла верх і він вступив в 35-ту школу. У старших класах Шота вже грав в першій команді 35-ї школи.
У 1953 році його помітив ветеран тбіліського «Динамо» Арчіл Кікнадзе і запросив до юнацької збірної Грузії. Шота вручили капітанську пов'язку і в тому році капітан збірної Грузії разом з командою завоював перше місце серед юнацьких збірних команд СРСР. На нього відразу ж звернули увагу фахівці футболу.
У 1954 році Борис Пайчадзе, що в той час займав пост старшого тренера тбіліського «Динамо», запропонував Шота перейти в «Динамо». В результаті цього учень десятого класу 35-ї футбольної школи став членом команди тбіліського «Динамо». Його дебют в головному футбольному клубі Грузії відбувся 14 серпня 1954 року в матчі з київським «Динамо», в якому Яманідзе виступав на місці лівого крайнього нападника. Зустріч закінчилася внічию. У 1955 році, закінчивши школу на золоту медаль, Яманідзе продовжив вчитися в ДПІ на будівельному факультеті.
Треба відзначити той фактор, що прихід в «Динамо» Яманідзе збігся з кризою в грузинському футболі. В основному він був викликаний зміною поколінь. До цього додалася і щорічна зміна старших тренерів «Динамо», за п'ять футбольних сезонів (1954—1958). В команді змінилося чотири тренера: Пайчадзе, Жорданія, Джеджелава і Соколов. З них тільки Гайозу Джеджелаі вдалося попрацювати з командою два сезони (1956—1957). За ці роки команда «Динамо» в чемпіонаті СРСР двічі займало 9-е місце, двічі 8-е, і один раз 7-е. Для команди «Динамо», яка була чотириразовим срібним і чотириразовим бронзовим призером чемпіонатів СРСР, цей п'ятирічний відрізок часу можна вважати смугою невдач.
У 1959 році тбіліське «Динамо» повернулося до когорти найсильніших. Повернувся в команду видатний грузинський тренер Андро Жорданія. Перейшов в «Динамо» з московського «Локомотива» Заур Калоєв. Жорданія зробив ряд перестановок в команді. Шота Яманідзе блискуче виконував роль лівого півзахисника. Того року тбіліське «Динамо» перемогло на виїзді таких незручних суперників, як донецький «Шахтар», московські команди ЦСКА, «Динамо», «Спартак», в Куйбишеві — «Крила Рад». Тбіліське «Динамо» в п'ятий раз стало бронзовим призером СРСР. Для Шота Яманідзе це була перша бронзова медаль.
31 жовтня 1960 року Шота зіграв у фіналі Кубка СРСР проти московського «Торпедо». За 20 секунд до кінця овертайму за рахунку 3:3 Валентину Іванову вдалося забити четвертий гол і «Торпедо» завоювало Кубок. При цьому Шота Яманідзе грав усі 120 хвилин з новокаїновою блокадою, але, тим не менш, він провів його на високому рівні. Шота не вдалося потримати Кубок у своїх руках, але через чотири роки, «Динамо» (Тбілісі) взяло реванш у московського «Торпедо» в Ташкенті і завоювало звання чемпіонів СРСР. Але до цього, у 1962 році тбіліське «Динамо» повторило успіх 1959 року і стало бронзовим призером. Шота Яманідзе отримав другу бронзову медаль. Через рік Шота одружився з тбіліською дівчиною Тоджине Монцелідзе. У них народилося двоє дітей — старша Ірина і молодший Дато.
1964 року доля чемпіона СРСР вирішувалася на нейтральному полі ташкентського стадіону «Пахтакор» у зустрічі тбіліського «Динамо» і московського «Торпедо». Динамівці перемогли з рахунком 4:1 і вперше стали чемпіонами СРСР. У цьому матчі удостоїлась похвали була пара хавбеків — капітан команди Шота Яманідзе і Георгій Січінава. 
1967 рік був останнім роком виступів Шота Яманідзе. Цього року тбіліське «Динамо» посіло третє місце і Шота до своєї чемпіонської медалі і двох бронзових додав третю бронзу. 
Загтнув Шота Яманідзе 15 жовтня 1971 року, ставши жертвою автокатастрофи. Йому було 34 роки.

## Досягнення
- Чемпіон СРСР: 1964
- Бронзовий призер чемпіонату СРСР: 1959, 1962, 1967